# Diogo Figueiras
Diogo José Rosario Gomes Figueiras (Castanheira do Ribatejo, 1 de julio de 1991) es un futbolista portugués que juega de defensa en el C. D. FAS de la Primera División de El Salvador.

## Clubes
| Club                           | País        | Año       |
| ------------------------------ | ----------- | --------- |
| C. D. Pinhalnovense            | Portugal    | 2010-2011 |
| F. C. Paços de Ferreira        | Portugal    | 2011-2013 |
| Moreirense F. C. (cedido)      | Portugal    | 2012      |
| Sevilla F. C.                  | España      | 2013-2016 |
| Genoa C. F. C. (cedido)        | Italia      | 2015-2016 |
| Olympiacos F. C.               | Grecia      | 2016-2018 |
| S. C. Braga                    | Portugal    | 2018-2021 |
| Rio Ave F. C. (cedido)         | Portugal    | 2019-2020 |
| F. C. Famalicão                | Portugal    | 2021-2022 |
| C. D. Internacional de Sevilla | España      | 2024      |
| Penya Encarnada                | Andorra     | 2025      |
| C. D. FAS                      | El Salvador | 2025-     |

## Palmarés

### Títulos nacionales
| Título              | Club             | País   | Año  |
| ------------------- | ---------------- | ------ | ---- |
| Superliga de Grecia | Olympiacos F. C. | Grecia | 2017 |

### Títulos internacionales
| Título                 | Club          | País    | Año  |
| ---------------------- | ------------- | ------- | ---- |
| Liga Europa de la UEFA | Sevilla F. C. | Italia  | 2014 |
| Liga Europa de la UEFA | Sevilla F. C. | Polonia | 2015 |
| Liga Europa de la UEFA | Sevilla F. C. | Suiza   | 2016 |